# Stars Die – The Delerium Years 1991–1997
Stars Die - The Delerium Years 1991-1997 – album kompilacyjny brytyjskiego zespołu rocka progresywnego Porcupine Tree wydany w 2002.

## Lista utworów
Album zawiera następujące utwory:
CD1 
1. Radioactive Toy – 10:10
2. Nine Cats – 3:51
3. And the Swallows Dance Above the Sun – 4:02
4. The Nostalgia Factory – 7:33
5. Voyage 34 (Phase One) – 12:54
6. Synesthesia – 7:54
7. Phantoms – 3:14
8. Up the Downstair – 10:09
9. Fadeaway – 6:16
10. Rainy Taxi – 6:52

CD2 
1. Stars Die – 5:06
2. The Sky Moves Sideways (Phase One) – 18:37
3. Men of Wood – 3:35
4. Waiting – 4:29
5. The Sound of No-One Listening – 8:13
6. Colourflow in Mind – 3:49
7. Fuse the Sky – 4:33
8. Signify II – 6:04
9. Every Home Is Wired – 5:13
10. Sever – 5:33
11. Dark Matter – 8:12